# پایگاه داده مبتنی بر ردیابی
پایگاه داده مبتنی بر ردیابی، پایگاه داده‌ای است که سوابق و اشیاء مورد نظر را با دنبال کردن ارجاع‌های موجود در سایر سوابق و اشیاء می‌یابد. این نوع از پایگاه داده در عصری مرسوم بود که داده در نوار مغناطیسی ذخیره می‌شد و ارجاع‌های ردیابی به رایانه این امکان را می‌داد تا سوابق بعدی که روی نوار ذخیره شده است را به سرعت بیابد و نیازی به خواندن تمامی نوار برای یافتن داده مورد نظر نباشد.
با معرفی درایوهای دیسک سخت که دسترسی نیمه تصادفی را به داده فراهم می‌آورد، موجب گردید تا مدل‌های جدید پایگاه داده، جانشین پایگاه داده مبتنی بر ردیابی شود. در این میان پایگاه داده رابطه‌ای و به‌طور خاص زبان پرسشی ساختار یافته (به انگلیسی: Structured Query Language؛ به اختصار SQL) به راه حلی استاندارد برای پایگاه‌های داده از دهه ۱۹۸۰ تا حدود ۲۰۱۰ تبدیل شد. در این هنگام با پیدایش مفاهیم نو اِس کیو اِل، بازار پایگاه‌های داده به‌طور کلی متحول گردید و این امر به بازنگری مدل مبتنی بر ردیابی انجامید. مشتقات این مفهوم و به‌طور خاص پایگاه داده گراف، کاربردهای تازه‌ای در زمینه پردازش مبادلات کاری را رقم زدند.